# Ivan Lessa
Ivan Pinheiro Themudo Lessa (São Paulo, 9 de maio de 1935 — Londres, 8 de junho de 2012) foi um jornalista e escritor brasileiro.

## Biografia
Filho do escritor Orígenes Lessa e da jornalista e cronista Elsie Lessa. Era neto do pastor presbiteriano Vicente Temudo Lessa e bisneto do escritor e gramático Júlio César Ribeiro Vaugham, autor, entre outros, do romance naturalista A Carne e também criador da bandeira do estado de São Paulo. Ivan foi editor e um dos principais colaboradores do jornal O Pasquim, onde assinava as seções Gip-Gip-Nheco-Nheco, "Fotonovelas" e Os Diários de Londres, escritos em "parceria" com seu heterônimo Edélsio Tavares. Lessa publicou três livros: Garotos da Fuzarca (contos, 1986), Ivan Vê o Mundo (crônicas, 1999) e O Luar e a Rainha (crônicas, 2005). Ivan Lessa morava em Londres desde janeiro de 1978 e escrevia crônicas três vezes por semana para a BBC Brasil.
Ivan Lessa criou junto com o cartunista Jaguar o ratinho Sig (de Sigmund Freud), baseada na anedota corrente da época na qual se dizia que se "Deus criou o Sexo, Freud criara a sacanagem". O ratinho se tornou símbolo de O Pasquim, aparecendo também nas capas da coleção "As anedotas do Pasquim", publicada nos anos 70 pela Editora Codecri.
Ivan Lessa também escreveu em 2003, a apresentação para o livro A_Sangue_Frio (1965), de Truman Capote, que em nova edição no ano de 2009, integrou a Coleção Jornalismo Literário, junto de outros livros renomados, como Berlim de Joseph Roth e Hiroshima, de John Hersey.

## Filmografia
| Ano  | Título           | Personagem        |
| ---- | ---------------- | ----------------- |
| 1949 | Caminhos do Sul  | Garoto com Helena |
| 1951 | Maior que o Ódio | Jovem rebelde     |
| 1977 | Gordos e Magros  | —                 |